# 日尔蒙
日尔蒙（法語：Girmont，法語發音：[ʒiʁmɔ̃] ⓘ）是法国大東部大區孚日省的一个旧市镇，属于埃皮纳勒区。2016年，日尔蒙与市镇塔翁莱孚日和翁库尔合并为新市镇卡帕沃尼尔孚日。2022年起，新市镇恢复“塔翁莱孚日”一名。

## 地理
日尔蒙（48°15'41"N, 6°26'18"E）面积12.73 平方千米，位于法国大東部大區孚日省，该省份为法国东北部内陆省份，北起默兹省和默尔特-摩泽尔省，西接上马恩省，南至上索恩省和贝尔福地区省，东临上莱茵省和下莱茵省。
与日尔蒙接壤的市镇（或旧市镇、城区）包括：帕勒涅、塔翁莱孚日、瓦克松库尔、拜库尔、沙沃洛、迪尼翁维尔、多涅维尔、迪尔比永河畔多梅夫尔。
日尔蒙的时区为UTC+01:00、UTC+02:00（夏令时）。

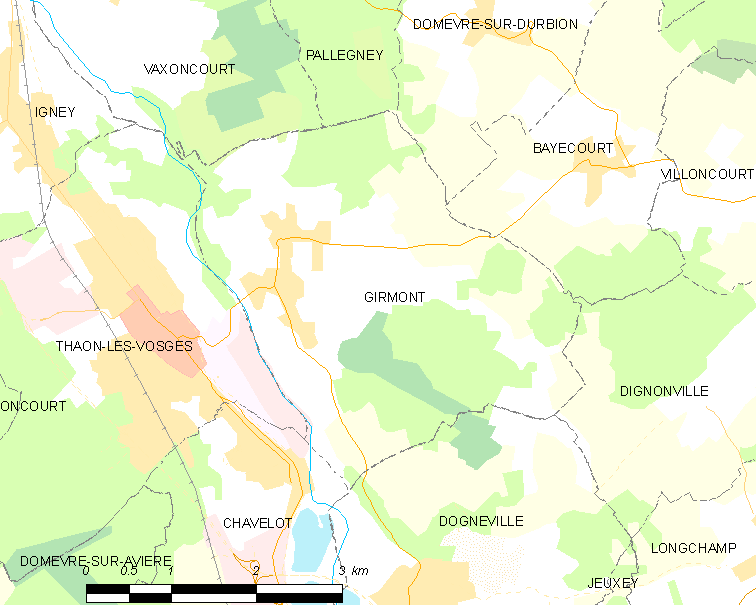
日尔蒙的OSM定位图

## 行政
日尔蒙的邮政编码为88150，INSEE市镇编码为88204。

## 政治
日尔蒙所属的省级选区为戈尔贝县。

## 人口

1962-2008年间日尔蒙人口变化图示

日尔蒙于2018年1月1日时的人口数量为1000人。